# ألجريتو نوزي

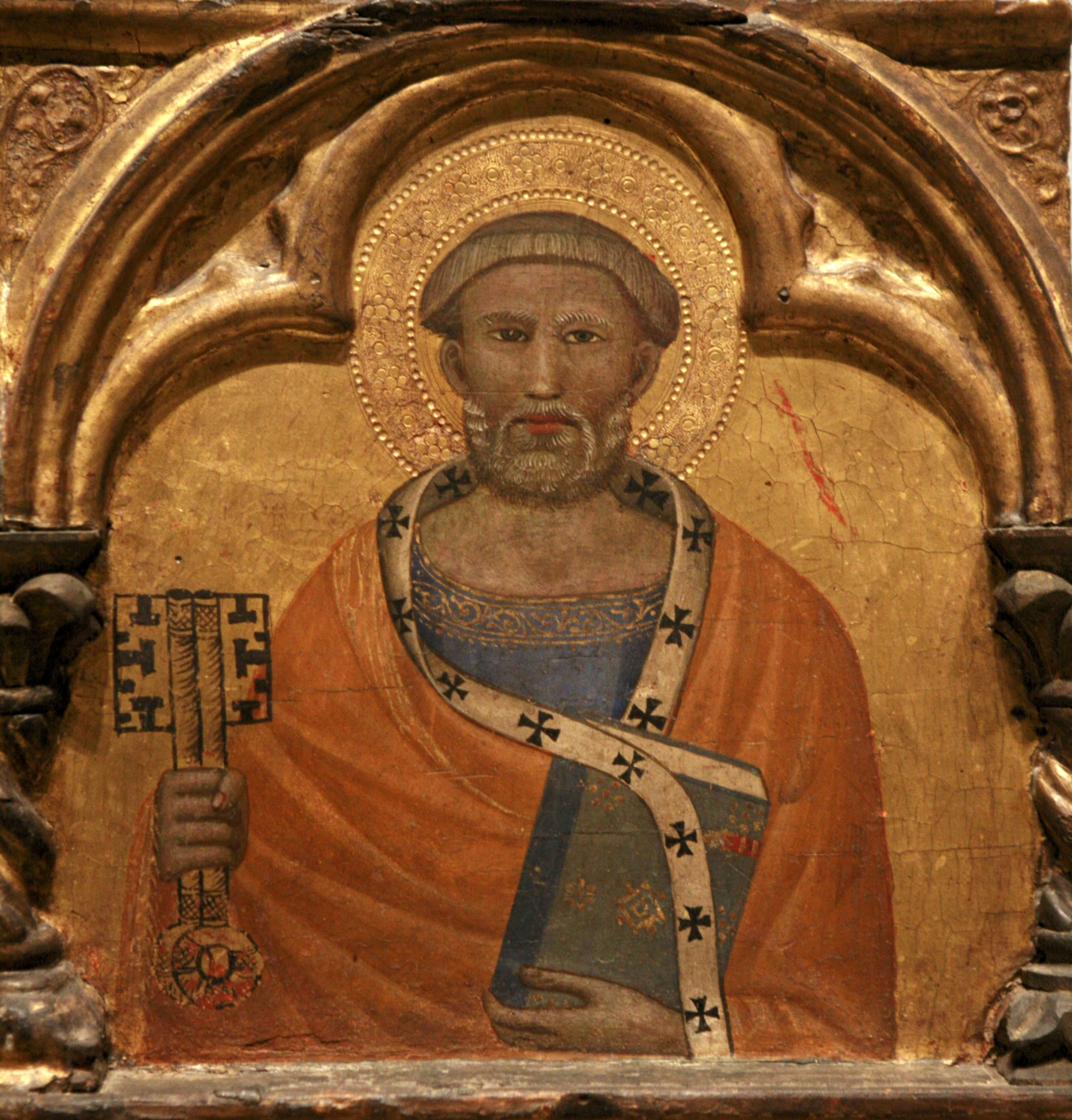
صورة مقربة للتماثيل النصفية للرسل الخمسة للفنان أليجريتو نوزي، متحف الفنون الجميلة في ستراسبورغ ، 1360

كان أليغرتّو نوزي أو أليغرتّو دي نوزيو (1315–1373) هو رسام إيطالي، نشط على الطراز القوطي بشكل رئيسي حول فابريانو، في مقاطعة أنكونا .

## سيرة شخصية
يرجح أن نوزي قد تتلمذا في فابريانو على يد أساتذة محليين، بما في ذلك ما يسمى بسيد كامبودونيكو [الإنجليزية] . تثبت الوثائق وجوده في فلورنسا سنة 1346، حيث التقى بأعمال جيوتو وأتباعه.  وقد تم وصف أسلوبه بأنه جيوتيسك وسييني . عمل نوزي في المقام الأول ضمن لجان الكنائس، وأنتج أعمالًا ذات طابع ديني. 